# Maxim Znak
Максім Аляксандравіч Знак
Compléments
www.borovtsovsalei.com/ru/team/maksim-znak
Maxim Znak ( (be) : Максім Аляксандравіч Знак), né à Minsk, le 4 septembre 1981, est un Avocat et homme politique biélorusse, un membre de l'équipe de Viktor Babariko, l'avocat de Svetlana Tikhanovskaïa, et un membre du présidium du Conseil de coordination formé pendant les manifestations contre le régime d'Alexandre Loukachenko d'août 2020. Avec sa collègue et chef de l'opposition, Maria Kolesnikova, Maxim Znak a activement participé aux manifestations et protestations contre le gouvernement Loukachenko après le départ de Svetlana Tikhanovskaïa. Il a été condamné à 10 années de réclusion par les autorités biélorusses.

## Éléments biographiques
Maxime Znak obtient son doctorat en droit à l'Université d'État de Biélorussie. Maxim Znak fournit un soutien juridique au candidat présidentiel Viktor Babariko qui est emprisonné en juin 2020 avant l'Élection présidentielle biélorusse de 2020. Viktor Babariko avait l'intention de se présenter aux élections de 2020 en Biélorussie avant d'être rejeté par les responsables électoraux.

À la suite de l'élection présidentielle biélorusse de 2020 et des manifestations biélorusses d'août 2020, Maxim Znak devient, le 19 août 2020 l'un des membres du présidium du Conseil de coordination qui vise à aider à coordonner une transition vers la démocratie en Biélorussie.  Ce conseil a été mis en place par la candidate à la présidentielle Svetlana Tikhanovskaïa pour coordonner une transition démocratique et pacifique du pouvoir politique du président Alexandre Loukachenko : celui-ci affirme avoir remporté l'élection présidentielle biélorusse du 9 août 2020, ce que contestent l'opposition biélorusse et de nombreuses organisations internationales,.
Le 9 septembre 2020, Maxim Znak, désormais considéré comme le dernier membre actif du conseil de coordination, est enlevé et détenu par une bande d'hommes masqués en civil As of 21 January 2021, he has remained in SIZO No. 1 in Minsk. Il est détenu par des partisans d'Alexandre Loukachenko deux jours seulement après l'expulsion forcée de sa collègue et ancienne chef de l'opposition Maria Kolesnikova. Le jour de son arrestation, Maxime Znak avait prévu d'assister à une conférence de presse vidéo avec Viktor Babariko. Les collègues de Maxim Znak ont déclaré qu'il était détenu à Minsk et qu'il leur avait envoyé le mot "masques" après son enlèvement. Depuis le 9 septembre 2020, le Conseil de coordination n'a pas été en mesure de contacter Maxim Znak.
Le 9 novembre 2020, ses avocats annonce que sa détention est prolongée jusqu'au 9 janvier 2021. Depuis le 21 janvier 2021, il est incarcéré au SIZO n° 1 à Minsk.
Le 12 février 2021, Maxim Znak et sa collègue Maria Kolesnikova, elle aussi membre du Conseil de coordination, sont inculpés de « complot en vue de s'emparer du pouvoir de l'État de manière anticonstitutionnelle » et de « création et direction d'une organisation extrémiste ». Le 9 mars 2021, l'avocat de Maxim Znak annonce que sa détention provisoire est prolongée jusqu'au 9 mai 2021.
Le 4 août 2021, après près de 11 mois de détention, le procès de Maxim Znak et de Maria Kolesnikova débute à huis clos devant le tribunal régional de Minsk. Ils risquent jusqu'à 12 ans de réclusion,,. Les deux opposants au régime plaide non coupable. Tout au long de l'enquête et du procès, les détails des accusations n'ont pas été rendus publics. Leurs avocats avaient dû signer un accord de non-divulgation. Maxim Znak explique que les audiences du tribunal étaient fermées au public parce que les autorités ne voulaient pas que ce dernier sache que « les accusations ne sont pas fondées sur la réalité. »
Le 6 septembre 2021, ils sont condamnés à 10 anées de réclusion,. Amnesty International condamne la sentence. Le 21 septembre 2021, Maxim Znak et Maria Kolesnikova font appel de leurs condamnations devant la Cour suprême de l'État.